# Лас-Тунас
Лас-Тунас (ісп. Las Tunas) — муніципалітет і місто на Кубі, Лас-Тунаська провінція. Адміністративний центр провінції. Засноване 1796 року. Стара назва — Вікторія-де-Лас-Тунас (ісп. Victoria de Las Tunas; 1869—1976). Площа — 891 км². Населення — 187 438 осіб (2004).